# Iwan Kozłowski
Iwan Semenowycz Kozłowski (ukr. Іван Семенович Козловський, ur. 11 marca?/24 marca 1900 we wsi Marjaniwka (obecnie w obwodzie kijowskim), zm. 24 grudnia 1993) – radziecki i ukraiński śpiewak operowy, Ludowy Artysta ZSRR (1940), Bohater Pracy Socjalistycznej (1980), dwukrotny laureat Nagrody Stalinowskiej (1941, 1949) i pięciokrotny kawaler Orderu Lenina (1939, 1951, 1970, 1976, 1980), laureat Państwowej Nagrody im. Tarasa Szewczenki (1990). Od 1926 roku solista Opery Moskiewskiej.
Uczył się w seminarium nauczycielskim w Kijowie, w 1920 ukończył Kijowski Instytut Muzyczno-Dramatyczny, 1920-1923 służył w wojskach inżynieryjnych Armii Czerwonej, w 1922 został solistą teatru operowego w Połtawie. Najbardziej znany dzięki roli Jurodiwego w operze Borys Godunow Musorgskiego i Lenskiego w Eugeniuszu Onieginie Czajkowskiego. Repertuar Kozłowskiego obejmował ponad 50 ról operowych, wiele utworów wokalnych, oraz kilkadziesiąt ukraińskich pieśni ludowych.

## Literatura
- A. Kuzniecowa, Narodnyj artist. Moskwa, 1964;
- Слетов В. И. Козловский. – М. – Л., 1945;
- Поляновский Г. Иван Семёнович Козловский. – М. – Л., 1945;
- Грошева Е. Сорок лет на оперной сцене. // Сов. музыка. – 1960. – № 4;
- Булат Т. Українські народні пісні та романси в репертуарі І. С. Козловського. // Народна творчість та етнографія. – 1980. – № 3.